# 田中一成 (映画カメラマン)
田中 一成（たなか かずしげ、1954年 - ）は、日本の撮影技師・撮影監督。日本映画撮影監督協会（J.S.C.）会員。

## 略歴
1954年生まれ。鳥取県出身。横浜放送映画専門学校（現・日本映画大学）卒業後、田村正毅の助手を経て映画、テレビ、オリジナルビデオの撮影に携わる。
1994年文化庁芸術家在外研修員としてアメリカ、オーストラリアに派遣。

## 主な作品

### 映画
- 『卍』
- 『スクラップ・ストーリー ある愛の物語』（1984年）
- 『われに撃つ用意あり READY TO SHOOT』（1990年）
- 『キスより簡単2 漂流編』（1991年）
- 『当選確実』（1992年）
- 『武闘派仁義 全面抗争篇』（1993年）
- 『武闘派仁義 完結篇』（1994年）
- 『連れ込み旅館の若女将』（1994年）
- 『女帝』（1995年）
- 『BOXER JOE』（1995年）
- 『CARNIVAL OF WOLVES 狼たちのカーニバル』（1995年）
- 『人妻不倫 のけぞる』（1996年）
- 『秋桜』（1997年）
- 『DEAD OR ALIVE 2 逃亡者』（2000年）
- 『DEAD OR ALIVE FINAL』（2002年）
- 『Pandora －Hong Kong Leg－』（2002年）
- 『許されざる者』（2003年）
- 『極道恐怖大劇場 牛頭 GOZU』（2003年）
- 『カミナリ走ル夏 雷光疾走ル夏』（2003年）
- 『ゼブラーマン』（2004年）
- 『銭道』（2004年）
- 『銭道2 借金地獄抜け道指南』（2004年）
- 『銭道3 なにわ金融指南』（2004年）
- 『新・影の軍団 最終章』（2004年）
- 『新・影の軍団 五章 服部半蔵VS陰陽師』（2004年）
- 『濡れた赫い糸』（2005年）
- 『仮面ライダー THE FIRST』（2005年）
- 『剣 turugi』（2005年）
- 『着信アリFinal』（2006年）
- 『WARU』（2006年）
- 『FM89.3MHz』（2007年）
- 『仮面ライダー THE NEXT』（2007年）
- 『探偵物語』（2007年）
- 『落語娘』（2008年）
- 『完全なる飼育 メイド、for you』（2009年）
- 『少年メリケンサック』（2009年）
- 『ゼブラーマン ゼブラシティの逆襲』（2010年）
- 『女子高生ゾンビ』（2010年）
- 『恋谷橋』（2011年）
- 『探偵はBARにいる』（2011年）
- 『探偵はBARにいる2 ススキノ大交差点』（2013年）
- 『R100』（2013年）
- 『中学生円山』（2013年）
- 『東京ノワール』（2018年）[2][3]
- 『ザ・ファブル』（2019年）
- 『ミセス・ノイズィ』（2019年）

### オリジナルビデオ
- 『ネイビー・ロック・ウォー 撃破せよ！』（1990年）
- 『サーキットの狼』（1992年）
- 『サーキットの狼 ACT-2』（1992年）
- 『KAMBA！ 暴走迷路』（1992年）
- 『新書ワル 復活篇』（1993年）
- 『飯島愛のギルガメッシュな関係』（1993年）
- 『妖闘地帯 KIRIKO』（1994年）
- 『実録 竹中正久の生涯 荒ぶる獅子 後編』（2003年）
- 『婦人排球 ママズ・アタック』（2003年）
- 『極道・高山登久太郎の軌跡 鉄 KUROGANE』（2004年）
- 『銭道4 男と女の金融講座』（2004年）
- 『銭道5 無限連鎖講』（2004年）